# GU50

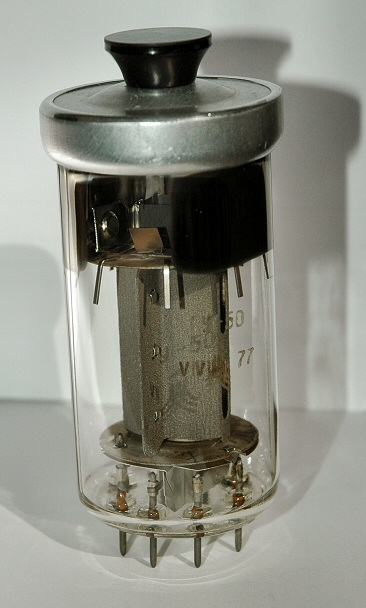
Lampa GU50 prod. ZSRR z 1977 r.

GU50 (ros. ГУ-50) – lampa elektronowa, pentoda strumieniowa pierwotnie produkcji radzieckiej, produkowana także w Polsce (Lamina). Stosowana jako lampa nadawcza w stopniach końcowych nadajników krótkofalowych – fabrycznych i amatorskich, a w XXI wieku także w końcówkach mocy amatorskich wzmacniaczy małej częstotliwości.

## Dane techniczne (produkcja Unitra Lamina)[2]
Żarzenie:
- napięcie żarzenia 12,6 V
- prąd żarzenia 0,765 A

| Parametr                      | Wartość                |
| ----------------------------- | ---------------------- |
| napięcie anodowe Ua           | 800 V                  |
| prąd anodowy Ia               | 50 mA (dla US1= –40 V) |
| nachylenie charakterystyki Sa | 3–5 mA/V               |
| napięcie siatki pierwszej US1 | od –30 do –50 V        |
| napięcie siatki drugiej US2   | 250 V                  |

| Parametr                      | Wartość |
| ----------------------------- | ------- |
| napięcie anodowe Ua max       | 1000 V  |
| moc tracona na anodzie Pa max | 40 W    |
| prąd katodowy Ik max          | 230 mA  |